# Езанвил (Горња Марна)
Езанвил (фр. Aizanville) насеље је и општина у североисточној Француској у региону Шампања-Ардени, у департману Горња Марна која припада префектури Шомон.
По подацима из 2011. године у општини је живело 31 становника, а густина насељености је износила 8,86 становника/km². Општина се простире на површини од 3,5 km². Налази се на средњој надморској висини од 210 метара.

## Демографија
| 1962. | 1968. | 1975. | 1982. | 1990. | 1999. | 2011. |
| ----- | ----- | ----- | ----- | ----- | ----- | ----- |
| 52    | 55    | 39    | 37    | 35    | 25    | 31    |

График промене броја становника у току последњих година